# Dobravica pri Velikem Gabru
Dobravica pri Velikem Gabru je naselje v občini Trebnje.
Dobravica pri Velikem Gabru je majhno naselje v vzhodnem delu kraške Dobske uvale, ki jo domačini imenujejo Pule. Pod naseljem poteka avtocesta Ljubljana–Zagreb, pred podvozom pa je pod njo zidan in ograjen požiralnik Dobravska jama, v katero odtekajo poplavne vode.